# Baieroxylon
Baieroxylon — вимерлий доісторичний рід рослин родини Ginkgoaceae, який жив протягом тріасового, юрського та крейдяного періодів.

## Скам'янілості
Палеонтологічні місця, де викопні рештки видів Baieroxylon, були виявлені в:
- Провінція Неукен, Аргентина — з формації Уінкул і формації Райозо крейдяного періоду[1].
- Франконія, Німеччина — з епохи верхнього−пізнього тріасу[2].
- Штат Ріу-Гранді-ду-Сул, південь Бразилії. — з формації Санта-Марія в геопарку Палеоррота, верхньої — пізньої тріасової епохи[3].
- Чилі.